# Mercedes-Benz OM606
La sigla OM606 identifica un motore diesel prodotto dal 1993 al 2001 dalla Casa tedesca Mercedes-Benz. 

## Profilo e caratteristiche

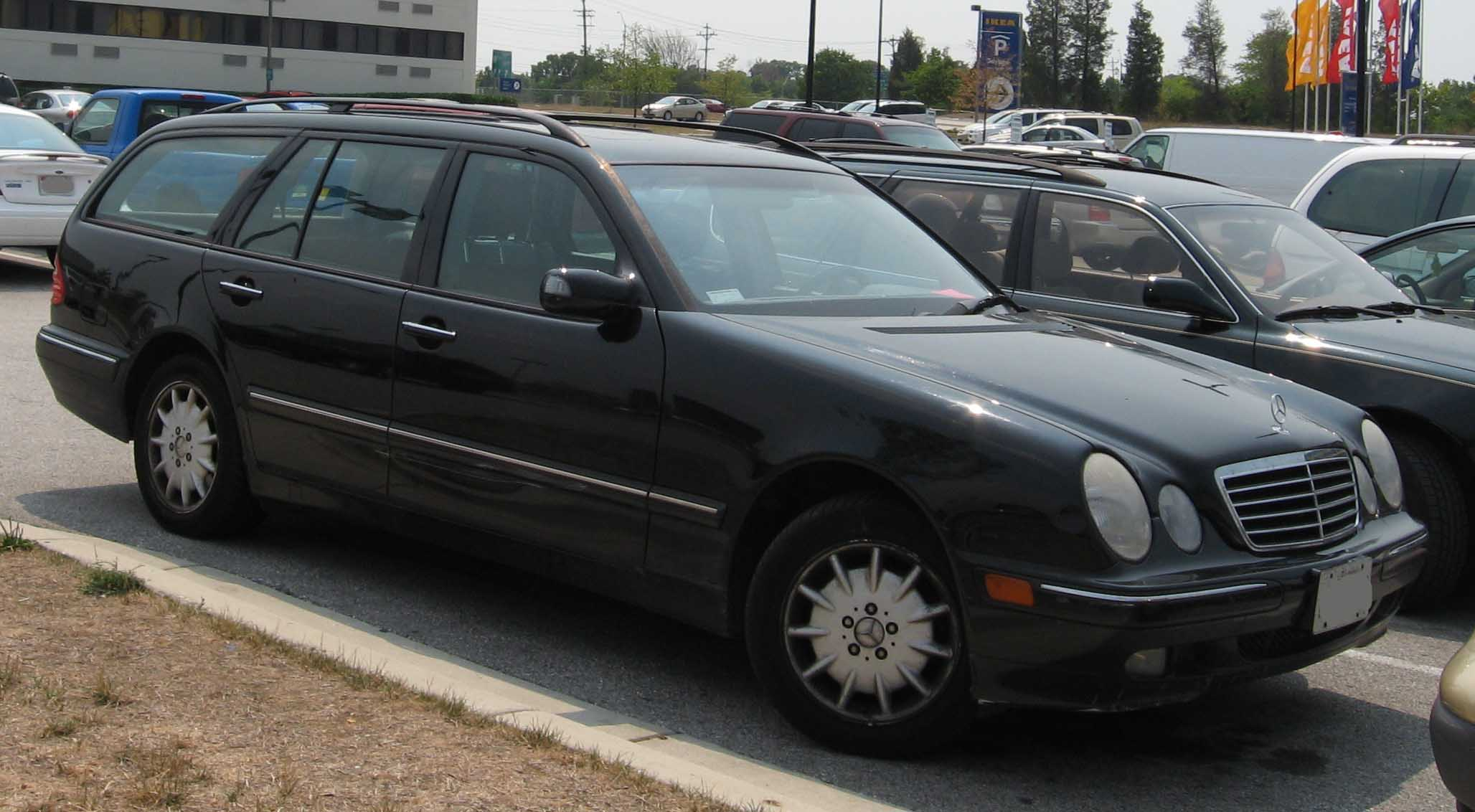
Le versioni station wagon della Classe E W210 sono tra i più classici esempi di applicazione del motore OM606

Si tratta di un motore diesel che va a raccogliere l'eredità del precedente 3 litri OM603 da cui deriva, ma rispetto al quale vanta la distribuzione bialbero a 4 valvole per cilindro. Rimane comunque la soluzione con precamera per l'alimentazione.

Il motore OM606 ha esordito in versione aspirata, ma in seguito è stato proposto anche in versione sovralimentata mediante turbocompressore.

Il motore OM606 è stato sostituito dopo otto anni di produzione dal più moderno motore OM613.

Di seguito vengono riportate le caratteristiche del 3 litri OM606:
- architettura a 6 cilindri in linea;
- inclinazione a destra di 15°;
- monoblocco in ghisa;
- testata in lega di alluminio;
- alesaggio e corsa: 87x84 mm;
- cilindrata: 2996 centimetro cubo;
- distribuzione a doppio asse a camme in testa;
- testata a 4 valvole per cilindro;
- rapporto di compressione: 22:1;
- alimentazione ad iniezione indiretta Bosch con precamera;
- pompa di iniezione in linea a 6 pistoncini;
- albero a gomiti su 7 supporti di banco.

### Versione aspirata
Il primo motore OM606 a debuttare è stato quello aspirato. Le sue caratteristiche di erogazione ne fanno un motore estremamente robusto e longevo:
- potenza massima: 136 CV a 5000 giri/min;
- coppia massima: 210 Nm costanti fra 2200 e 4600 giri/min;
- applicazioni:
  - Mercedes-Benz E300 Diesel W124 (1993-95);
  - Mercedes-Benz E300 Diesel Station Wagon (S124) (1993-96);
  - Mercedes-Benz E300 Diesel W210/S210 (1996-99), non per il mercato interno.

### Versione sovralimentata
Il motore OM606 sovralimentato montava un turbocompressore ed un intercooler per lo scambio di calore con l'esterno. Tale motore era così caratterizzato:
- potenza massima: 177 CV a 4400 giri/min;
- coppia massima: 330 N·m da 1600 a 3600 giri/min;
- applicazioni:
  - Mercedes-Benz E300 Turbodiesel W210/S210 (1996-99), non per il mercato interno;
  - Mercedes-Benz S300 Turbodiesel W140 (1996-99);
  - Mercedes-Benz G300 Turbodiesel W463 (1997-2001).